# Atzgersdorf
Atzgersdorf – dawna gmina w Dolnej Austrii, obecnie część 23. dzielnicy stolicy kraju, Wiednia. Część dawnej gminy należy również do 12. dzielnicy Meidling.

## Historia
Nazwa pochodzi od połączenia imienia „Atzichi” i wyrazu „Dorf”, który oznacza osadę rolniczą. Pierwsza wzmianka historyczna pochodzi z pierwszej połowy XII wieku (ok. 1120).
W miejscowości funkcjonowała fabryka instrumentów muzycznych, w której wytwarzano fortepiany i pianina. Właścicielami i kolejnymi markami instrumentów byli Alois Parttart (1841–1898) i Edmund Luner (1867–1944).

## Osoby związane z Atzgersdorf
- Ludwig von Bertalanffy (1901–1972) – biolog
- Hanns Hörbiger (1860–1931) – inżynier związany, między innymi, z budową metra w Budapeszcie
- Kurt Peters – chemik
- Anton Romako – malarz